# Камышная (приток Полной)
Камы́шная (укр. Коми́шна) — река в Луганской области Украины и Ростовской области России, правый приток реки Полная (бассейн Дона). Длина 95 км (почти такой же длины как Полная). Площадь водосборного бассейна 1180 км². Уклон 1,7 м/км. Долина трапециевидная, местами асимметричная, шириной 2—2,5 км. Пойма двусторонняя, шириной 100—150 м. Русло умеренно извилистое. Используется для орошения. Построены шлюзы, водохранилище, около 20 прудов. Проводится залужение и облесение берегов.

## География
Своими верховьями лежат в пределах Украины, нижнее течение в России. Берёт начало около села Никольское. Протекает по территории Меловского и Беловодского районов Луганской области, и по территории Миллеровского района Ростовской области. Впадает в реку Полную возле слободы Волошино.

## История
Река упоминается в Статистическом описании земли Донских Казаков составленного в 1822—32 годах:

Речки, сообщающие воды Северскому Донцу: с левой стороны: 9) Деркуль, в который впадают Полная и Прогной; первая принимает в себя Рогалик, Нагольную, Камышную и Журавку.
— Глава III. Воды

## Бассейн
- Камышная
  - Меловая — (л)
    - Черепаха — (л)

  - руч. Берёзовый — (л)